# Wilfried Stroh
Pour les articles homonymes, voir Stroh (homonymie).
Wilfried Stroh, né le 26 décembre 1939 à Stuttgart et mort le 15 juillet 2025 à Freising, est un philologue classique et latiniste allemand. Il est également connu sous la version latinisée de son nom Valahfridus Stroh ou Valahfridus Strutius.
Il est professeur de philologie à l'université Louis-et-Maximilien de Munich depuis 1976 jusqu’en 2019, et consacre sa vie à l'étude et à la promotion de la langue latine vivante

## Biographie
Wilfried Rudolf Stroh naît à Stuttgart le 26 décembre 1939, de Rosemarie Wendel et Hans Léopold Stroh 
Son travail s'est concentré principalement sur la poésie romaine, la rhétorique antique, et notamment sur Cicéron. Il publie plusieurs ouvrages renommés comme Latein ist tot, es lebe Latein! qui raconte l'histoire vivante de la langue latine, et Die Macht der Rede, une histoire de la rhétorique dans l'Antiquité.
Il est très engagé dans la promotion du latin parlé, organisant depuis les années 1980 des colloques en latin et encourageant la pratique orale et chantée de cette langue ancienne. Stroh a une influence considérable dans le domaine des études classiques, notamment par ses publications accessibles à un large public et par son dynamisme à maintenir le latin vivant dans la culture contemporaine.
Wilfried Stroh meurt à l’âge de 85 ans le 15 juillet 2025 à Munich. Il est inhumé à Freising.